# جيسيكا دلفينو
جيسيكا دلفينو (بالإنجليزية: Jessica Delfino)‏ هي مغنية مؤلفة ومغنية وملحنة أمريكية، ولدت في 8 يونيو 1976 في بريدجبورت في الولايات المتحدة.

## وصلات خارجية
- جيسيكا دلفينو على موقع IMDb (الإنجليزية)
- جيسيكا دلفينو على موقع إن إن دي بي (الإنجليزية)